# Жоел Сантана
Жоел Сантана (порт. Joel Santana, нар. 25 грудня 1948, Ріо-де-Жанейро) — бразильський футболіст, що грав на позиції захисника. По завершенні ігрової кар'єри — тренер. Найбільш відомий роботою з «великою четвіркою» клубів штату Ріо-де-Жанейро («Васко да Гама», «Флуміненсе», «Фламенго» і «Ботафогу»), з якими сумарно шість разів вигравав Лігу Каріока.
З 2017 року очолює тренерський штаб команди «Боавіста» (Сакуарема).

## Ігрова кар'єра
У дорослому футболі дебютував 1971 року виступами за команду клубу «Васко да Гама», в якій провів один сезон, взявши участь у 19 матчах чемпіонату.
Протягом 1973—1973 років захищав кольори команди клубу «Оларія».
Своєю грою за останню команду знову привернув увагу представників тренерського штабу клубу «Васко да Гама», до складу якого повернувся 1974 року. Цього разу відіграв за команду з Ріо-де-Жанейро наступні два сезони своєї ігрової кар'єри, знову так й не ставши основним гравцем захисту команди.
1976 року перейшов до найсильнішого клубу штату Ріу-Гранді-ду-Норті того періоду «Америка» (Натал), за який відіграв 4 сезони, протягом яких тричі виграв місцеву футбольну першість. Завершив ігрову кар'єру 1980 року.

## Кар'єра тренера
Розпочав тренерську кар'єру невдовзі по завершенні кар'єри гравця, 1981 року, перебравшись, як і багато коголишніх бразильських гравців того періоду, на Близький Схід, де очолив тренерський штаб еміратського клубу «Аль-Васл». Пропрацював в ОАЕ до 1986 року, за цей період тричі приводив свою команду до чемпіонства.
1986 року повернувся на батьківщину, ставши головним тренером команди рідного «Васко да Гама», цього разу протренував її лише один рік. Повернувся до «Васко да Гама» 1992 року, встигши до цього попрацювати з іншою командою з Ріо-де-Жанейро, «Америкою», а також саудівськими «Аль-Хілялєм» та «Аль-Насром». Другий прихід Сантани до «Васко» тривав два роки, в обох з яких його команда здобувалв перемоги в Лізі Каріока.
До кінця 1990-х тренера ще тричі вигравав футбольну першість штату Ріо-де-Жанейро — по одному разу з «Флуміненсе» (1995), «Фламенго» (1996) та «Ботафогу» (1997). Згодом з «Фламенго» він виграв цей титул ще й 2008 року.
Загалом його безперервна тренерська кар'єра тривала з 1981 по 2014 рік, причому зазвичай місце роботи Сантана змінював шороку, жодного разу не затримавшись в одній команді більше, ніж на два сезони.
Найчастіше його запрошувало керівництво клубів «великої четвірки» Ліги Каріока — протягом кар'єри він по п'ять разів ставав головним тренером «Васко да Гама» і «Фламенго» та по три рази очолював команди «Флуміненсе» і «Ботафогу». Також його кандидатуру на посаду головного тренера команди чотири рази затверджувало керівництво клубу «Баїя». Причому у свої перші два приходи до цієї команди тренеру вдавалося приводити її до перемог у Лізі Баїяно (1994 і 1999).
Також встиг попрацювати з командами з інших бразильських штатів, серед яких були «Корінтіанс», «Корітіба», «Віторія» (Салвадор), «Гуарані» (Кампінас) та «Інтернасьйонал».
Крім того протягом 2006—2007 років працював в Японії з командою «Вегалта Сендай», а 2008 року прийняв єдину у своїй кар'єрі національну команду, якою стала збірна Південно-Африканської Республіки. Був запрошений до цієї команди за рекомендацією її попереднього очільника, також бразильця, Карлоса Алберто Паррейри, який залишив команду через особисті обставини. Сантана готував збірну до участі у домашньому для південноафриканців Кубку конфедерацій 2009, на якому вони вийшли з групи, проте на стадії півфіналів поступилися бразильцям, а в матчі за третє місце — іспанцям. Однак з цих поразок від іменитих суперників почалася серія з восьми поразок у дев'яти матчах, яку видали південноафриканці, після чого в жовтні 2009 Сантану було звільнено, а на його місце знову запросили Паррейру.
2017 року після дворічної перерви у тренерській роботі очолив тренерський штаб команди «Боавіста» (Сакуарема).

## Титули і досягнення

### Як гравця
- Переможець Ліги Каріока (1):

«Васко да Гама»: 1970
- Переможець Ліги Потігуар (3):

«Америка» (Натал): 1977, 1979, 1980

### Як тренера
- Переможець Ліги Каріока (6):

«Васко да Гама»: 1992, 1993
«Флуміненсе»: 1995
«Фламенго»: 1996, 2008
«Ботафогу»: 1997
- Переможець Ліги Баїяно (3):

«Баїя»: 1994, 1999
«Віторія» (Салвадор): 2003